# Baltenkreuz

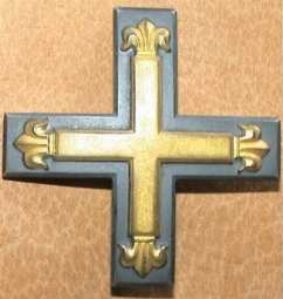
Das Baltenkreuz

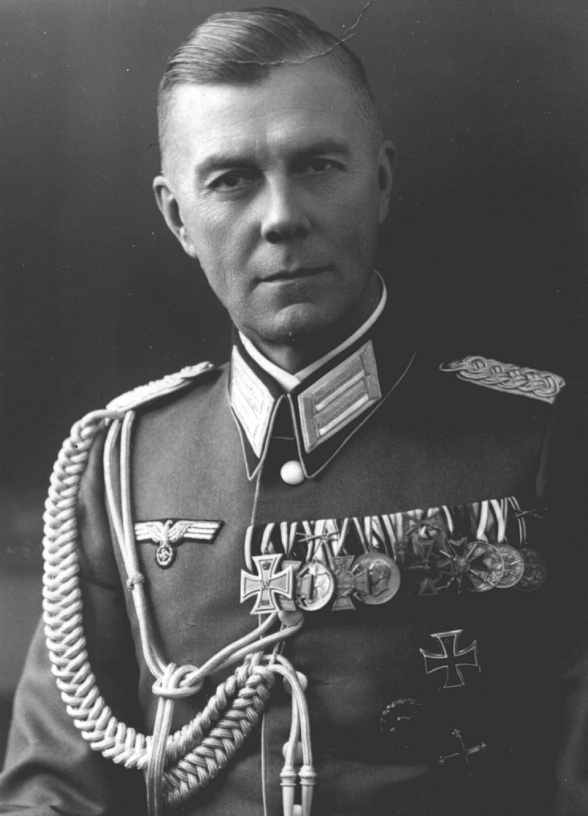
Alfred von Randow mit Baltenkreuz (rechts unten an Uniform)

Das Baltenkreuz war eine militärische Auszeichnung der von 1918 bis 1933 bestehenden Weimarer Republik. 1919 wurde vom „Baltischen Nationalausschuss“, der politischen Vertretung der deutsch-baltischen Bevölkerung Südlivlands und Kurlands, die Stiftung des Baltenkreuzes beschlossen.

## Verleihungsbedingungen
Das Baltenkreuz erhielten alle Offiziere, Unteroffiziere und  Mannschaften von Freikorps und Freiwilligenverbänden, die 1918–1919 mindestens drei Monate im Baltikum gegen die bolschewistischen Armeen gekämpft hatten. Verleihungen sind ab Juli 1919 bekannt. Der Baltische Nationalausschuss in Mitau/Kurland (heute: Jelgava/Lettland) stellte nummerierte Berechtigungsscheine für die Beliehenen aus. Es wurden insgesamt 21.839 Baltenkreuze verliehen.  Durch § 5 Abs. 1 b) des Ergänzungsgesetz vom 15. Mai 1934 zum Gesetz über Titel, Orden und Ehrenzeichen vom 7. April 1933 und der Verordnung zur Ausführung dieses Gesetzes vom 14. November 1935 wurde festgeschrieben, dass auch das Baltenkreuz zu den staatlich anerkannten Ehrenzeichen des Deutschen Reiches gehöre und getragen werden durfte. Diese Tragegenehmigung wurde auch für die Bundesrepublik Deutschland erneuert.

## Form und Trageweise des Baltenkreuzes
Die äußere Form des Baltenkreuzes (Kreuz aus dem Wappen der Hochmeister des Deutschen Ritterordens, Ordensband in den blau-weißen Farben der Baltischen Landeswehr) wurde von den Mitgliedern des Baltischen Nationalausschusses festgelegt. Getragen wurde das Steckkreuz auf der linken Brustseite oder nur das senkrechte Ordensband im Knopfloch. Gelegentlich wurden Band und Steckkreuz gleichzeitig getragen. Kreuze mit Bandring und Öse sind nicht vorschriftsmäßig und nur für die große Ordensschnalle bestimmt.